# Panu Aaltio
Panu Aaltio (født 29. januar 1982 i Nurmijärvi) er en finsk filmkomponist og musikproducent.
Aaltio begyndte at spille cello i en alder af 6 år. Han blev uddannet fra gymnasiet efter at have studeret musikteknologi og komposition på Sibelius-akademiet. Han flyttede til Los Angeles i 2005 for at studere filmmusik på University of Southern California, hvor han blev undervist af Christopher Young og Jack Smalley. Efter eksamen har han arbejdet i Los Angeles og arbejdet med filmen Spider-Man 3 (2007), Lost-serien og dokumentarfilmen Nanking (2007). I dag arbejder Aaltio hovedsageligt i Finland. Han har lavet kompositioner til film, dokumentarfilm, kortfilm, tv-shows og videospil i Finland og i udlandet.
I 2008 blev han nomineret til Jussi-prisen (Parhaan musiikin Jussi, en finsk musikpris), men Iiro Rantala modtog prisen for filmen Risto Räppääjä. Aaltio modtog den bedste dokumentarfilmspris for dokumentarfilmen "Metsän tarina" (Skovens historie), der blev afsluttet i 2012, og "Järven tarina" (Søens historie). en dokumentarfilm, der blev afsluttet i 2015. Begge disse prestigefyldte priser blev tildelt af The International Film Music Critics Association (IFMCA). I 2013 modtog Aaltio en kulturpris fra Nurmijärvi Kommune for sin alsidige indflydelse på den kunstneriske musikscene i området.
Aaltios musik har mange træk fælles med klassisk musik, men de enkelte musikstykker er kortere.

## Filmografi
- Peacebroker – Steps of becoming a diplomat (dokumentarfilm, 2008)
- Tummien perhosten koti (2008)
- Sauna (2008)
- Korkein oikeus (2008)
- Orcs! (2011)
- Hella W (2011)
- Dawn of the Dragonslayer (2011)
- Syvälle salattu (2011)
- Metsän tarina (dokumentarfilm, 2012)
- Whisper of Minqin (2012)
- SAGA – Curse of the Shadow (2013)
- Ya ne versus (2014)
- Lomasankarit (2014)
- Nakhoda (2015)
- Järven tarina (dokumentarfilm, 2015)

### Andet
- Operaatio vieras äly, kortfilm (2004)
- Pientä järjestystä, kort dokumentarfilm (2004)
- Cursed Forest 4, kortfilm (2004)
- Tytöt, kort dokumentarfilm (2005)
- Lasten kesken, kortfilm (2005)
- Mun Lappi, kortfilm (2005)
- Diili, tv-serie, 19 del (2005)
- Iltasatu, kortfilm (2005)
- Deer Season, kortfilm (2006)
- Jumalan hampaat, kortfilm (2006)
- Saga, videopeli (2008)
- Apache: Air Assault, videopeli (2010)
- Burungo, kortfilm (2011)
- Fatima, kortfilm (2013)